# Eneco Tour 2005
La 1re édition de l'Eneco Tour, inscrite au calendrier de l'UCI ProTour 2005, s'est déroulée du 3 au 10 août 2005, sur une distance de 1 186 km. L'Américain Bobby Julich (Team CSC) s'adjuge cette première édition devant Erik Dekker et Leif Hoste.
La course prend la suite du Tour des Pays-Bas, organisé depuis 1948.

## Présentation

### Equipes
L'Eneco Tour figurant au calendrier du ProTour, les 20 UCI Proteams sont présentes, auxquelles il faut ajouter trois équipes continentales invitées.
| ProTeams (20)- Bouygues Télécom - Cofidis-Le Crédit par Téléphone - Crédit Agricole - CSC - Davitamon-Lotto - Discovery Channel - Euskaltel-Euskadi - Fassa Bortolo - Gerolsteiner - Illes Balears-Caisse d'Épargne - La Française des jeux - Lampre-Caffita - Liberty Seguros-Würth - Liquigas-Bianchi - Phonak Hearing Systems - Rabobank - Saunier Duval-Prodir - T-Mobile - Quick Step-Innergetic - Domina Vacanze-De Nardi Équipes continentales professionnelles (3)- Shimano-Memory Corp - Chocolade Jacques-T-Interim - MrBookmaker-Sports Tech |
| |

## Etapes
| Étape     | Date    | Villes étapes            | type                        | Distance (km) | Vainqueur d'étape | Leader du classement général |
| --------- | ------- | ------------------------ | --------------------------- | ------------- | ----------------- | ---------------------------- |
| Prologue  | 3 août  | Malines – Malines        | contre-la-montre individuel | 5,7           | Rik Verbrugghe    | Rik Verbrugghe               |
| 1re étape | 4 août  | Geel – Mierlo            | étape de plaine             | 192           | Max van Heeswijk  | Max van Heeswijk             |
| 2e étape  | 5 août  | Geldrop – Sittard-Geleen | étape de plaine             | 178           | Simone Cadamuro   | Max van Heeswijk             |
| 3e étape  | 6 août  | Beek – Landgraaf         | étape vallonnée             | 206           | Allan Davis       | Rik Verbrugghe               |
| 4e étape  | 7 août  | Landgraaf – Verviers     | étape vallonnée             | 232           | Alessandro Ballan | Rik Verbrugghe               |
| 5e étape  | 8 août  | Verviers – Hasselt       | étape vallonnée             | 194           | Max van Heeswijk  | Rik Verbrugghe               |
| 6e étape  | 9 août  | Saint-Trond – Hogstrate  | étape de plaine             | 196           | Stefan van Dijk   | Rik Verbrugghe               |
| 7e étape  | 10 août | Etten-Leur – Etten-Leur  | contre-la-montre individuel | 26,3          | Bobby Julich      | Bobby Julich                 |

## Déroulement de la course

### Prologue
Le prologue s'est déroulé le 3 août à Malines sur 5,7 km. Il a été remporté par le Belge Rik Verbrugghe (Quick Step-Innergetic) qui remporte son premier contre-la-montre depuis le prologue du Tour de Romandie en 2002. Il devance d'une seconde l'Espagnol Carlos Barredo (Liberty Seguros-Würth) et son coéquipier le Néerlandais Servais Knaven de deux secondes. Verbrugghe s'empare logiquement du maillot rouge de leader du classement général alors que Barredo prend la tête du classement du meilleur jeune et le maillot jaune. Avec trois membres de son team dans le top 10 (Stijn Devolder 5e, Benoît Joachim 7e et Jurgen Van den Broeck 10e), c'est l'équipe américaine Discovery Channel qui s'empare de la tête du classement par équipes au temps.
| \| Classement de l'étape \| Classement de l'étape \| Classement de l'étape \| Classement de l'étape \| Classement de l'étape \| \| Coureur \| Coureur \| Pays \| Équipe \| Temps \| \| --------------------- \| --------------------- \| --------------------- \| ----------------------- \| --------------------- \| \| 1er \| Rik Verbrugghe \| Belgique \| Quick Step-Innergetic \| 6 min 45 s \| \| 2e \| Carlos Barredo \| Espagne \| Liberty Seguros-Würth \| + 1 s \| \| 3e \| Servais Knaven \| Pays-Bas \| Quick Step-Innergetic \| + 2 s \| \| 4e \| Uwe Peschel \| Allemagne \| Gerolsteiner \| + 2 s \| \| 5e \| Stijn Devolder \| Belgique \| Discovery Channel \| + 2 s \| \| 6e \| Mirco Lorenzetto \| Italie \| Domina Vacanze-De Nardi \| + 2 s \| \| 7e \| Benoît Joachim \| Luxembourg \| Discovery Channel \| + 2 s \| \| 8e \| Bram Schmitz \| Pays-Bas \| T-Mobile \| + 3 s \| \| 9e \| Marc Wauters \| Belgique \| Rabobank \| + 3 s \| \| 10e \| Jurgen Van den Broeck \| Belgique \| Discovery Channel \| + 3 s \| |                       |            |                         |            |
| |                       |            |                         |            |
| |                       |            |                         |            |
| Classement de l'étape |                       |            |                         |            |
| Coureur | Coureur               | Pays       | Équipe                  | Temps      |
| 1er | Rik Verbrugghe        | Belgique   | Quick Step-Innergetic   | 6 min 45 s |
| 2e | Carlos Barredo        | Espagne    | Liberty Seguros-Würth   | + 1 s      |
| 3e | Servais Knaven        | Pays-Bas   | Quick Step-Innergetic   | + 2 s      |
| 4e | Uwe Peschel           | Allemagne  | Gerolsteiner            | + 2 s      |
| 5e | Stijn Devolder        | Belgique   | Discovery Channel       | + 2 s      |
| 6e | Mirco Lorenzetto      | Italie     | Domina Vacanze-De Nardi | + 2 s      |
| 7e | Benoît Joachim        | Luxembourg | Discovery Channel       | + 2 s      |
| 8e | Bram Schmitz          | Pays-Bas   | T-Mobile                | + 3 s      |
| 9e | Marc Wauters          | Belgique   | Rabobank                | + 3 s      |
| 10e | Jurgen Van den Broeck | Belgique   | Discovery Channel       | + 3 s      |

| \| Classement général \| Classement général \| Classement général \| Classement général \| Classement général \| \| Coureur \| Coureur \| Pays \| Équipe \| Temps \| \| ------------------ \| --------------------- \| ------------------ \| ----------------------- \| ------------------ \| \| 1er \| Rik Verbrugghe \| Belgique \| Quick Step-Innergetic \| 6 min 45 s \| \| 2e \| Carlos Barredo \| Espagne \| Liberty Seguros-Würth \| + 1 s \| \| 3e \| Servais Knaven \| Pays-Bas \| Quick Step-Innergetic \| + 2 s \| \| 4e \| Uwe Peschel \| Allemagne \| Gerolsteiner \| + 2 s \| \| 5e \| Stijn Devolder \| Belgique \| Discovery Channel \| + 2 s \| \| 6e \| Mirco Lorenzetto \| Italie \| Domina Vacanze-De Nardi \| + 2 s \| \| 7e \| Benoît Joachim \| Luxembourg \| Discovery Channel \| + 2 s \| \| 8e \| Bram Schmitz \| Pays-Bas \| T-Mobile \| + 3 s \| \| 9e \| Marc Wauters \| Belgique \| Rabobank \| + 3 s \| \| 10e \| Jurgen Van den Broeck \| Belgique \| Discovery Channel \| + 3 s \| |                       |            |                         |            |
| |                       |            |                         |            |
| |                       |            |                         |            |
| Classement général |                       |            |                         |            |
| Coureur | Coureur               | Pays       | Équipe                  | Temps      |
| 1er | Rik Verbrugghe        | Belgique   | Quick Step-Innergetic   | 6 min 45 s |
| 2e | Carlos Barredo        | Espagne    | Liberty Seguros-Würth   | + 1 s      |
| 3e | Servais Knaven        | Pays-Bas   | Quick Step-Innergetic   | + 2 s      |
| 4e | Uwe Peschel           | Allemagne  | Gerolsteiner            | + 2 s      |
| 5e | Stijn Devolder        | Belgique   | Discovery Channel       | + 2 s      |
| 6e | Mirco Lorenzetto      | Italie     | Domina Vacanze-De Nardi | + 2 s      |
| 7e | Benoît Joachim        | Luxembourg | Discovery Channel       | + 2 s      |
| 8e | Bram Schmitz          | Pays-Bas   | T-Mobile                | + 3 s      |
| 9e | Marc Wauters          | Belgique   | Rabobank                | + 3 s      |
| 10e | Jurgen Van den Broeck | Belgique   | Discovery Channel       | + 3 s      |

### 1reétape
La première étape s'est déroulée le 4 août entre la ville de Geel dans la Province d'Anvers en Belgique et le village de Mierlo dans la région du Brabant-Septentrional aux Pays-Bas sur 189 km.
Elle est marquée par l'échappée du Nérlandais Rudie Kemna (Shimano-Memory Corp) et du Belge Erwin Thijs (MrBookmaker-Sports Tech). Classés à seulement onze secondes du leader du classement général Rik Verbrugghe, l'équipe Quick Step-Innergetic ne les laisse pas prendre de champs et ne leur permet pas de prendre beaucoup d'avance. Un groupe de quatre coureurs composé de Koen De Kort (Liberty Seguros-Würth), Thorwald Veneberg (Rabobank), José Cayetano Juliá (Illes Balears-Caisse d'Épargne) et Rik Reinerink (Shimano-Memory Corp) tente de les rejoindre mais n'arrive pas à prendre plus de 37 secondes d'avance et est repris par le peloton.
| \| Classement de l'étape \| Classement de l'étape \| Classement de l'étape \| Classement de l'étape \| Classement de l'étape \| \| Coureur \| Coureur \| Pays \| Équipe \| Temps \| \| --------------------- \| --------------------- \| --------------------- \| ---------------------- \| --------------------- \| \| 1er \| Max van Heeswijk \| Pays-Bas \| Discovery Channel \| 4 h 20 min 08 s \| \| 2e \| Marco Zanotti \| Italie \| Liquigas-Bianchi \| + 0 s \| \| 3e \| Steven de Jongh \| Pays-Bas \| Rabobank \| + 0 s \| \| 4e \| Giosuè Bonomi \| Italie \| Lampre-Caffita \| + 0 s \| \| 5e \| Erik Zabel \| Allemagne \| T-Mobile \| + 0 s \| \| 6e \| Manuele Mori \| Italie \| Saunier Duval-Prodir \| + 0 s \| \| 7e \| René Haselbacher \| Autriche \| Gerolsteiner \| + 0 s \| \| 8e \| Uroš Murn \| Slovénie \| Phonak Hearing Systems \| + 0 s \| \| 9e \| Aart Vierhouten \| Pays-Bas \| Davitamon-Lotto \| + 0 s \| \| 10e \| Allan Davis \| Australie \| Liberty Seguros-Würth \| + 0 s \| |                  |           |                        |                 |
| |                  |           |                        |                 |
| |                  |           |                        |                 |
| Classement de l'étape |                  |           |                        |                 |
| Coureur | Coureur          | Pays      | Équipe                 | Temps           |
| 1er | Max van Heeswijk | Pays-Bas  | Discovery Channel      | 4 h 20 min 08 s |
| 2e | Marco Zanotti    | Italie    | Liquigas-Bianchi       | + 0 s           |
| 3e | Steven de Jongh  | Pays-Bas  | Rabobank               | + 0 s           |
| 4e | Giosuè Bonomi    | Italie    | Lampre-Caffita         | + 0 s           |
| 5e | Erik Zabel       | Allemagne | T-Mobile               | + 0 s           |
| 6e | Manuele Mori     | Italie    | Saunier Duval-Prodir   | + 0 s           |
| 7e | René Haselbacher | Autriche  | Gerolsteiner           | + 0 s           |
| 8e | Uroš Murn        | Slovénie  | Phonak Hearing Systems | + 0 s           |
| 9e | Aart Vierhouten  | Pays-Bas  | Davitamon-Lotto        | + 0 s           |
| 10e | Allan Davis      | Australie | Liberty Seguros-Würth  | + 0 s           |

| \| Classement général \| Classement général \| Classement général \| Classement général \| Classement général \| \| Coureur \| Coureur \| Pays \| Équipe \| Temps \| \| ------------------ \| ------------------ \| ------------------ \| --------------------------- \| ------------------ \| \| 1er \| Max van Heeswijk \| Pays-Bas \| Discovery Channel \| 4 h 26 min 51 s \| \| 2e \| Rik Verbrugghe \| Belgique \| Quick Step-Innergetic \| + 1 s \| \| 3e \| Carlos Barredo \| Espagne \| Liberty Seguros-Würth \| + 11 s \| \| 4e \| Roger Hammond \| Royaume-Uni \| Discovery Channel \| + 11 s \| \| 5e \| Stefan van Dijk \| Pays-Bas \| Mr Bookmaker.com-SportsTech \| + 11 s \| \| 6e \| Kevin Van Impe \| Belgique \| Chocolade Jacques-T-Interim \| + 11 s \| \| 7e \| Servais Knaven \| Pays-Bas \| Quick Step-Innergetic \| + 12 s \| \| 8e \| Uwe Peschel \| Allemagne \| Gerolsteiner \| + 12 s \| \| 9e \| Stijn Devolder \| Belgique \| Discovery Channel \| + 12 s \| \| 10e \| Rudie Kemna \| Pays-Bas \| Shimano-Memory Corp \| + 12 s \| |                  |             |                             |                 |
| |                  |             |                             |                 |
| |                  |             |                             |                 |
| Classement général |                  |             |                             |                 |
| Coureur | Coureur          | Pays        | Équipe                      | Temps           |
| 1er | Max van Heeswijk | Pays-Bas    | Discovery Channel           | 4 h 26 min 51 s |
| 2e | Rik Verbrugghe   | Belgique    | Quick Step-Innergetic       | + 1 s           |
| 3e | Carlos Barredo   | Espagne     | Liberty Seguros-Würth       | + 11 s          |
| 4e | Roger Hammond    | Royaume-Uni | Discovery Channel           | + 11 s          |
| 5e | Stefan van Dijk  | Pays-Bas    | Mr Bookmaker.com-SportsTech | + 11 s          |
| 6e | Kevin Van Impe   | Belgique    | Chocolade Jacques-T-Interim | + 11 s          |
| 7e | Servais Knaven   | Pays-Bas    | Quick Step-Innergetic       | + 12 s          |
| 8e | Uwe Peschel      | Allemagne   | Gerolsteiner                | + 12 s          |
| 9e | Stijn Devolder   | Belgique    | Discovery Channel           | + 12 s          |
| 10e | Rudie Kemna      | Pays-Bas    | Shimano-Memory Corp         | + 12 s          |

### 2eétape
La deuxième étape s'est déroulée le 5 août entre Geldrop et Sittard sur 178 km.
| \| Classement de l'étape \| Classement de l'étape \| Classement de l'étape \| Classement de l'étape \| Classement de l'étape \| \| Coureur \| Coureur \| Pays \| Équipe \| Temps \| \| --------------------- \| --------------------- \| --------------------- \| --------------------------- \| --------------------- \| \| 1er \| Simone Cadamuro \| Italie \| Domina Vacanze-De Nardi \| 4 h 14 min 48 s \| \| 2e \| Marco Zanotti \| Italie \| Liquigas-Bianchi \| + 0 s \| \| 3e \| Enrico Gasparotto \| Italie \| Liquigas-Bianchi \| + 0 s \| \| 4e \| Manuel Quinziato \| Italie \| Saunier Duval-Prodir \| + 0 s \| \| 5e \| Stefan van Dijk \| Pays-Bas \| Mr Bookmaker.com-SportsTech \| + 0 s \| \| 6e \| Jaan Kirsipuu \| Estonie \| Crédit Agricole \| + 0 s \| \| 7e \| Allan Davis \| Australie \| Liberty Seguros-Würth \| + 0 s \| \| 8e \| Gorka Verdugo \| Espagne \| Euskaltel-Euskadi \| + 0 s \| \| 9e \| Giosuè Bonomi \| Italie \| Lampre-Caffita \| + 0 s \| \| 10e \| Uroš Murn \| Slovénie \| Phonak Hearing Systems \| + 0 s \| |                   |           |                             |                 |
| |                   |           |                             |                 |
| |                   |           |                             |                 |
| Classement de l'étape |                   |           |                             |                 |
| Coureur | Coureur           | Pays      | Équipe                      | Temps           |
| 1er | Simone Cadamuro   | Italie    | Domina Vacanze-De Nardi     | 4 h 14 min 48 s |
| 2e | Marco Zanotti     | Italie    | Liquigas-Bianchi            | + 0 s           |
| 3e | Enrico Gasparotto | Italie    | Liquigas-Bianchi            | + 0 s           |
| 4e | Manuel Quinziato  | Italie    | Saunier Duval-Prodir        | + 0 s           |
| 5e | Stefan van Dijk   | Pays-Bas  | Mr Bookmaker.com-SportsTech | + 0 s           |
| 6e | Jaan Kirsipuu     | Estonie   | Crédit Agricole             | + 0 s           |
| 7e | Allan Davis       | Australie | Liberty Seguros-Würth       | + 0 s           |
| 8e | Gorka Verdugo     | Espagne   | Euskaltel-Euskadi           | + 0 s           |
| 9e | Giosuè Bonomi     | Italie    | Lampre-Caffita              | + 0 s           |
| 10e | Uroš Murn         | Slovénie  | Phonak Hearing Systems      | + 0 s           |

| \| Classement général \| Classement général \| Classement général \| Classement général \| Classement général \| \| Coureur \| Coureur \| Pays \| Équipe \| Temps \| \| ------------------ \| ------------------ \| ------------------ \| --------------------------- \| ------------------ \| \| 1er \| Max van Heeswijk \| Pays-Bas \| Discovery Channel \| 8 h 41 min 37 s \| \| 2e \| Rik Verbrugghe \| Belgique \| Quick Step-Innergetic \| + 1 s \| \| 3e \| Gert Steegmans \| Belgique \| Davitamon-Lotto \| + 12 s \| \| 4e \| Kevin Van Impe \| Belgique \| Chocolade Jacques-T-Interim \| + 12 s \| \| 5e \| Carlos Barredo \| Espagne \| Liberty Seguros-Würth \| + 13 s \| \| 6e \| Roger Hammond \| Royaume-Uni \| Discovery Channel \| + 13 s \| \| 7e \| Stefan van Dijk \| Pays-Bas \| Mr Bookmaker.com-SportsTech \| + 13 s \| \| 8e \| Servais Knaven \| Pays-Bas \| Quick Step-Innergetic \| + 14 s \| \| 9e \| Uwe Peschel \| Allemagne \| Gerolsteiner \| + 14 s \| \| 10e \| Bram Schmitz \| Pays-Bas \| T-Mobile \| + 15 s \| |                  |             |                             |                 |
| |                  |             |                             |                 |
| |                  |             |                             |                 |
| Classement général |                  |             |                             |                 |
| Coureur | Coureur          | Pays        | Équipe                      | Temps           |
| 1er | Max van Heeswijk | Pays-Bas    | Discovery Channel           | 8 h 41 min 37 s |
| 2e | Rik Verbrugghe   | Belgique    | Quick Step-Innergetic       | + 1 s           |
| 3e | Gert Steegmans   | Belgique    | Davitamon-Lotto             | + 12 s          |
| 4e | Kevin Van Impe   | Belgique    | Chocolade Jacques-T-Interim | + 12 s          |
| 5e | Carlos Barredo   | Espagne     | Liberty Seguros-Würth       | + 13 s          |
| 6e | Roger Hammond    | Royaume-Uni | Discovery Channel           | + 13 s          |
| 7e | Stefan van Dijk  | Pays-Bas    | Mr Bookmaker.com-SportsTech | + 13 s          |
| 8e | Servais Knaven   | Pays-Bas    | Quick Step-Innergetic       | + 14 s          |
| 9e | Uwe Peschel      | Allemagne   | Gerolsteiner                | + 14 s          |
| 10e | Bram Schmitz     | Pays-Bas    | T-Mobile                    | + 15 s          |

### 3eétape
La troisième étape s'est déroulée le 6 août entre Beek et Landgraaf sur 205 km.
| \| Classement de l'étape \| Classement de l'étape \| Classement de l'étape \| Classement de l'étape \| Classement de l'étape \| \| Coureur \| Coureur \| Pays \| Équipe \| Temps \| \| --------------------- \| --------------------- \| --------------------- \| ------------------------------ \| --------------------- \| \| 1er \| Allan Davis \| Australie \| Liberty Seguros-Würth \| 4 h 56 min 44 s \| \| 2e \| Erik Dekker \| Pays-Bas \| Rabobank \| + 5 s \| \| 3e \| Daniele Bennati \| Italie \| Lampre-Caffita \| + 5 s \| \| 4e \| Sergueï Ivanov \| Russie \| T-Mobile \| + 5 s \| \| 5e \| Pieter Mertens \| Belgique \| Chocolade Jacques-T-Interim \| + 5 s \| \| 6e \| Peter Van Petegem \| Belgique \| Davitamon-Lotto \| + 5 s \| \| 7e \| Rik Verbrugghe \| Belgique \| Quick Step-Innergetic \| + 5 s \| \| 8e \| Davide Rebellin \| Italie \| Gerolsteiner \| + 5 s \| \| 9e \| Pablo Lastras \| Espagne \| Illes Balears-Caisse d'Épargne \| + 5 s \| \| 10e \| Eric Baumann \| Allemagne \| T-Mobile \| + 5 s \| |                   |           |                                |                 |
| |                   |           |                                |                 |
| |                   |           |                                |                 |
| Classement de l'étape |                   |           |                                |                 |
| Coureur | Coureur           | Pays      | Équipe                         | Temps           |
| 1er | Allan Davis       | Australie | Liberty Seguros-Würth          | 4 h 56 min 44 s |
| 2e | Erik Dekker       | Pays-Bas  | Rabobank                       | + 5 s           |
| 3e | Daniele Bennati   | Italie    | Lampre-Caffita                 | + 5 s           |
| 4e | Sergueï Ivanov    | Russie    | T-Mobile                       | + 5 s           |
| 5e | Pieter Mertens    | Belgique  | Chocolade Jacques-T-Interim    | + 5 s           |
| 6e | Peter Van Petegem | Belgique  | Davitamon-Lotto                | + 5 s           |
| 7e | Rik Verbrugghe    | Belgique  | Quick Step-Innergetic          | + 5 s           |
| 8e | Davide Rebellin   | Italie    | Gerolsteiner                   | + 5 s           |
| 9e | Pablo Lastras     | Espagne   | Illes Balears-Caisse d'Épargne | + 5 s           |
| 10e | Eric Baumann      | Allemagne | T-Mobile                       | + 5 s           |

| \| Classement général \| Classement général \| Classement général \| Classement général \| Classement général \| \| Coureur \| Coureur \| Pays \| Équipe \| Temps \| \| ------------------ \| --------------------- \| ------------------ \| --------------------- \| ------------------ \| \| 1er \| Rik Verbrugghe \| Belgique \| Quick Step-Innergetic \| 13 h 38 min 09 s \| \| 2e \| Allan Davis \| Australie \| Liberty Seguros-Würth \| + 2 s \| \| 3e \| Michael Blaudzun \| Danemark \| CSC \| + 8 s \| \| 4e \| Carlos Barredo \| Espagne \| Liberty Seguros-Würth \| + 10 s \| \| 5e \| Bram Schmitz \| Pays-Bas \| T-Mobile \| + 12 s \| \| 6e \| Jurgen Van den Broeck \| Belgique \| Discovery Channel \| + 12 s \| \| 7e \| Erik Dekker \| Pays-Bas \| Rabobank \| + 12 s \| \| 8e \| Andreas Klier \| Allemagne \| T-Mobile \| + 14 s \| \| 9e \| Peter Van Petegem \| Belgique \| Davitamon-Lotto \| + 16 s \| \| 10e \| Steven de Jongh \| Pays-Bas \| Rabobank \| + 17 s \| |                       |           |                       |                  |
| |                       |           |                       |                  |
| |                       |           |                       |                  |
| Classement général |                       |           |                       |                  |
| Coureur | Coureur               | Pays      | Équipe                | Temps            |
| 1er | Rik Verbrugghe        | Belgique  | Quick Step-Innergetic | 13 h 38 min 09 s |
| 2e | Allan Davis           | Australie | Liberty Seguros-Würth | + 2 s            |
| 3e | Michael Blaudzun      | Danemark  | CSC                   | + 8 s            |
| 4e | Carlos Barredo        | Espagne   | Liberty Seguros-Würth | + 10 s           |
| 5e | Bram Schmitz          | Pays-Bas  | T-Mobile              | + 12 s           |
| 6e | Jurgen Van den Broeck | Belgique  | Discovery Channel     | + 12 s           |
| 7e | Erik Dekker           | Pays-Bas  | Rabobank              | + 12 s           |
| 8e | Andreas Klier         | Allemagne | T-Mobile              | + 14 s           |
| 9e | Peter Van Petegem     | Belgique  | Davitamon-Lotto       | + 16 s           |
| 10e | Steven de Jongh       | Pays-Bas  | Rabobank              | + 17 s           |

### 4eétape
La quatrième étape s'est déroulée le 7 août entre Landgraaf et Verviers sur 232 km.
| \| Classement de l'étape \| Classement de l'étape \| Classement de l'étape \| Classement de l'étape \| Classement de l'étape \| \| Coureur \| Coureur \| Pays \| Équipe \| Temps \| \| --------------------- \| --------------------- \| --------------------- \| --------------------------- \| --------------------- \| \| 1er \| Alessandro Ballan \| Italie \| Lampre-Caffita \| 6 h 06 min 05 s \| \| 2e \| Rik Verbrugghe \| Belgique \| Quick Step-Innergetic \| + 0 s \| \| 3e \| Leif Hoste \| Belgique \| Discovery Channel \| + 0 s \| \| 4e \| Allan Davis \| Australie \| Liberty Seguros-Würth \| + 0 s \| \| 5e \| Jurgen Van den Broeck \| Belgique \| Discovery Channel \| + 0 s \| \| 6e \| Daniele Bennati \| Italie \| Lampre-Caffita \| + 0 s \| \| 7e \| Manuel Quinziato \| Italie \| Saunier Duval-Prodir \| + 0 s \| \| 8e \| Johan Coenen \| Belgique \| Mr Bookmaker.com-SportsTech \| + 0 s \| \| 9e \| Sergueï Ivanov \| Russie \| T-Mobile \| + 0 s \| \| 10e \| Andreas Klier \| Allemagne \| T-Mobile \| + 0 s \| |                       |           |                             |                 |
| |                       |           |                             |                 |
| |                       |           |                             |                 |
| Classement de l'étape |                       |           |                             |                 |
| Coureur | Coureur               | Pays      | Équipe                      | Temps           |
| 1er | Alessandro Ballan     | Italie    | Lampre-Caffita              | 6 h 06 min 05 s |
| 2e | Rik Verbrugghe        | Belgique  | Quick Step-Innergetic       | + 0 s           |
| 3e | Leif Hoste            | Belgique  | Discovery Channel           | + 0 s           |
| 4e | Allan Davis           | Australie | Liberty Seguros-Würth       | + 0 s           |
| 5e | Jurgen Van den Broeck | Belgique  | Discovery Channel           | + 0 s           |
| 6e | Daniele Bennati       | Italie    | Lampre-Caffita              | + 0 s           |
| 7e | Manuel Quinziato      | Italie    | Saunier Duval-Prodir        | + 0 s           |
| 8e | Johan Coenen          | Belgique  | Mr Bookmaker.com-SportsTech | + 0 s           |
| 9e | Sergueï Ivanov        | Russie    | T-Mobile                    | + 0 s           |
| 10e | Andreas Klier         | Allemagne | T-Mobile                    | + 0 s           |

| \| Classement général \| Classement général \| Classement général \| Classement général \| Classement général \| \| Coureur \| Coureur \| Pays \| Équipe \| Temps \| \| ------------------ \| --------------------- \| ------------------ \| --------------------------- \| ------------------ \| \| 1er \| Rik Verbrugghe \| Belgique \| Quick Step-Innergetic \| 19 h 44 min 28 s \| \| 2e \| Allan Davis \| Australie \| Liberty Seguros-Würth \| + 6 s \| \| 3e \| Michael Blaudzun \| Danemark \| CSC \| + 14 s \| \| 4e \| Erik Dekker \| Pays-Bas \| Rabobank \| + 15 s \| \| 5e \| Carlos Barredo \| Espagne \| Liberty Seguros-Würth \| + 16 s \| \| 6e \| Jurgen Van den Broeck \| Belgique \| Discovery Channel \| + 18 s \| \| 7e \| Andreas Klier \| Allemagne \| T-Mobile \| + 20 s \| \| 8e \| Thomas Dekker \| Pays-Bas \| Rabobank \| + 25 s \| \| 9e \| Sergueï Ivanov \| Russie \| T-Mobile \| + 36 s \| \| 10e \| Pieter Mertens \| Belgique \| Chocolade Jacques-T-Interim \| + 36 s \| |                       |           |                             |                  |
| |                       |           |                             |                  |
| |                       |           |                             |                  |
| Classement général |                       |           |                             |                  |
| Coureur | Coureur               | Pays      | Équipe                      | Temps            |
| 1er | Rik Verbrugghe        | Belgique  | Quick Step-Innergetic       | 19 h 44 min 28 s |
| 2e | Allan Davis           | Australie | Liberty Seguros-Würth       | + 6 s            |
| 3e | Michael Blaudzun      | Danemark  | CSC                         | + 14 s           |
| 4e | Erik Dekker           | Pays-Bas  | Rabobank                    | + 15 s           |
| 5e | Carlos Barredo        | Espagne   | Liberty Seguros-Würth       | + 16 s           |
| 6e | Jurgen Van den Broeck | Belgique  | Discovery Channel           | + 18 s           |
| 7e | Andreas Klier         | Allemagne | T-Mobile                    | + 20 s           |
| 8e | Thomas Dekker         | Pays-Bas  | Rabobank                    | + 25 s           |
| 9e | Sergueï Ivanov        | Russie    | T-Mobile                    | + 36 s           |
| 10e | Pieter Mertens        | Belgique  | Chocolade Jacques-T-Interim | + 36 s           |

### 5eétape
La cinquième étape s'est déroulée le 8 août entre Verviers et Hasselt sur 194 km.
| \| Classement de l'étape \| Classement de l'étape \| Classement de l'étape \| Classement de l'étape \| Classement de l'étape \| \| Coureur \| Coureur \| Pays \| Équipe \| Temps \| \| --------------------- \| --------------------- \| --------------------- \| --------------------------- \| --------------------- \| \| 1er \| Max van Heeswijk \| Pays-Bas \| Discovery Channel \| 4 h 41 min 06 s \| \| 2e \| Alberto Ongarato \| Italie \| Fassa Bortolo \| + 0 s \| \| 3e \| Stefan van Dijk \| Pays-Bas \| Mr Bookmaker.com-SportsTech \| + 0 s \| \| 4e \| Tom Steels \| Belgique \| Davitamon-Lotto \| + 0 s \| \| 5e \| Daniele Bennati \| Italie \| Lampre-Caffita \| + 0 s \| \| 6e \| Allan Davis \| Australie \| Liberty Seguros-Würth \| + 0 s \| \| 7e \| Aart Vierhouten \| Pays-Bas \| Davitamon-Lotto \| + 0 s \| \| 8e \| Andreas Klier \| Allemagne \| T-Mobile \| + 0 s \| \| 9e \| Koldo Fernández \| Espagne \| Euskaltel-Euskadi \| + 0 s \| \| 10e \| Unai Yus \| Espagne \| Bouygues Telecom \| + 0 s \| |                  |           |                             |                 |
| |                  |           |                             |                 |
| |                  |           |                             |                 |
| Classement de l'étape |                  |           |                             |                 |
| Coureur | Coureur          | Pays      | Équipe                      | Temps           |
| 1er | Max van Heeswijk | Pays-Bas  | Discovery Channel           | 4 h 41 min 06 s |
| 2e | Alberto Ongarato | Italie    | Fassa Bortolo               | + 0 s           |
| 3e | Stefan van Dijk  | Pays-Bas  | Mr Bookmaker.com-SportsTech | + 0 s           |
| 4e | Tom Steels       | Belgique  | Davitamon-Lotto             | + 0 s           |
| 5e | Daniele Bennati  | Italie    | Lampre-Caffita              | + 0 s           |
| 6e | Allan Davis      | Australie | Liberty Seguros-Würth       | + 0 s           |
| 7e | Aart Vierhouten  | Pays-Bas  | Davitamon-Lotto             | + 0 s           |
| 8e | Andreas Klier    | Allemagne | T-Mobile                    | + 0 s           |
| 9e | Koldo Fernández  | Espagne   | Euskaltel-Euskadi           | + 0 s           |
| 10e | Unai Yus         | Espagne   | Bouygues Telecom            | + 0 s           |

| \| Classement général \| Classement général \| Classement général \| Classement général \| Classement général \| \| Coureur \| Coureur \| Pays \| Équipe \| Temps \| \| ------------------ \| --------------------- \| ------------------ \| --------------------------- \| ------------------ \| \| 1er \| Rik Verbrugghe \| Belgique \| Quick Step-Innergetic \| 24 h 25 min 34 s \| \| 2e \| Allan Davis \| Australie \| Liberty Seguros-Würth \| + 6 s \| \| 3e \| Michael Blaudzun \| Danemark \| CSC \| + 14 s \| \| 4e \| Erik Dekker \| Pays-Bas \| Rabobank \| + 15 s \| \| 5e \| Carlos Barredo \| Espagne \| Liberty Seguros-Würth \| + 16 s \| \| 6e \| Jurgen Van den Broeck \| Belgique \| Discovery Channel \| + 18 s \| \| 7e \| Andreas Klier \| Allemagne \| T-Mobile \| + 20 s \| \| 8e \| Thomas Dekker \| Pays-Bas \| Rabobank \| + 25 s \| \| 9e \| Sergueï Ivanov \| Russie \| T-Mobile \| + 36 s \| \| 10e \| Pieter Mertens \| Belgique \| Chocolade Jacques-T-Interim \| + 36 s \| |                       |           |                             |                  |
| |                       |           |                             |                  |
| |                       |           |                             |                  |
| Classement général |                       |           |                             |                  |
| Coureur | Coureur               | Pays      | Équipe                      | Temps            |
| 1er | Rik Verbrugghe        | Belgique  | Quick Step-Innergetic       | 24 h 25 min 34 s |
| 2e | Allan Davis           | Australie | Liberty Seguros-Würth       | + 6 s            |
| 3e | Michael Blaudzun      | Danemark  | CSC                         | + 14 s           |
| 4e | Erik Dekker           | Pays-Bas  | Rabobank                    | + 15 s           |
| 5e | Carlos Barredo        | Espagne   | Liberty Seguros-Würth       | + 16 s           |
| 6e | Jurgen Van den Broeck | Belgique  | Discovery Channel           | + 18 s           |
| 7e | Andreas Klier         | Allemagne | T-Mobile                    | + 20 s           |
| 8e | Thomas Dekker         | Pays-Bas  | Rabobank                    | + 25 s           |
| 9e | Sergueï Ivanov        | Russie    | T-Mobile                    | + 36 s           |
| 10e | Pieter Mertens        | Belgique  | Chocolade Jacques-T-Interim | + 36 s           |

### 6eétape
La sixième étape s'est déroulée le 9 août entre Saint-Trond et Hoogstraten sur 195 km.
| \| Classement de l'étape \| Classement de l'étape \| Classement de l'étape \| Classement de l'étape \| Classement de l'étape \| \| Coureur \| Coureur \| Pays \| Équipe \| Temps \| \| --------------------- \| --------------------- \| --------------------- \| --------------------------- \| --------------------- \| \| 1er \| Stefan van Dijk \| Pays-Bas \| Mr Bookmaker.com-SportsTech \| 4 h 10 min 37 s \| \| 2e \| Max van Heeswijk \| Pays-Bas \| Discovery Channel \| + 0 s \| \| 3e \| Simone Cadamuro \| Italie \| Domina Vacanze-De Nardi \| + 0 s \| \| 4e \| Tom Steels \| Belgique \| Davitamon-Lotto \| + 0 s \| \| 5e \| Marco Zanotti \| Italie \| Liquigas-Bianchi \| + 0 s \| \| 6e \| Erik Zabel \| Allemagne \| T-Mobile \| + 0 s \| \| 7e \| Steven de Jongh \| Pays-Bas \| Rabobank \| + 0 s \| \| 8e \| Daniele Bennati \| Italie \| Lampre-Caffita \| + 0 s \| \| 9e \| Allan Davis \| Australie \| Liberty Seguros-Würth \| + 0 s \| \| 10e \| André Korff \| Allemagne \| T-Mobile \| + 0 s \| |                  |           |                             |                 |
| |                  |           |                             |                 |
| |                  |           |                             |                 |
| Classement de l'étape |                  |           |                             |                 |
| Coureur | Coureur          | Pays      | Équipe                      | Temps           |
| 1er | Stefan van Dijk  | Pays-Bas  | Mr Bookmaker.com-SportsTech | 4 h 10 min 37 s |
| 2e | Max van Heeswijk | Pays-Bas  | Discovery Channel           | + 0 s           |
| 3e | Simone Cadamuro  | Italie    | Domina Vacanze-De Nardi     | + 0 s           |
| 4e | Tom Steels       | Belgique  | Davitamon-Lotto             | + 0 s           |
| 5e | Marco Zanotti    | Italie    | Liquigas-Bianchi            | + 0 s           |
| 6e | Erik Zabel       | Allemagne | T-Mobile                    | + 0 s           |
| 7e | Steven de Jongh  | Pays-Bas  | Rabobank                    | + 0 s           |
| 8e | Daniele Bennati  | Italie    | Lampre-Caffita              | + 0 s           |
| 9e | Allan Davis      | Australie | Liberty Seguros-Würth       | + 0 s           |
| 10e | André Korff      | Allemagne | T-Mobile                    | + 0 s           |

| \| Classement général \| Classement général \| Classement général \| Classement général \| Classement général \| \| Coureur \| Coureur \| Pays \| Équipe \| Temps \| \| ------------------ \| --------------------- \| ------------------ \| --------------------------- \| ------------------ \| \| 1er \| Rik Verbrugghe \| Belgique \| Quick Step-Innergetic \| 28 h 36 min 10 s \| \| 2e \| Allan Davis \| Australie \| Liberty Seguros-Würth \| + 5 s \| \| 3e \| Erik Dekker \| Pays-Bas \| Rabobank \| + 13 s \| \| 4e \| Michael Blaudzun \| Danemark \| CSC \| + 15 s \| \| 5e \| Carlos Barredo \| Espagne \| Liberty Seguros-Würth \| + 17 s \| \| 6e \| Jurgen Van den Broeck \| Belgique \| Discovery Channel \| + 19 s \| \| 7e \| Andreas Klier \| Allemagne \| T-Mobile \| + 21 s \| \| 8e \| Thomas Dekker \| Pays-Bas \| Rabobank \| + 26 s \| \| 9e \| Sergueï Ivanov \| Russie \| T-Mobile \| + 37 s \| \| 10e \| Pieter Mertens \| Belgique \| Chocolade Jacques-T-Interim \| + 37 s \| |                       |           |                             |                  |
| |                       |           |                             |                  |
| |                       |           |                             |                  |
| Classement général |                       |           |                             |                  |
| Coureur | Coureur               | Pays      | Équipe                      | Temps            |
| 1er | Rik Verbrugghe        | Belgique  | Quick Step-Innergetic       | 28 h 36 min 10 s |
| 2e | Allan Davis           | Australie | Liberty Seguros-Würth       | + 5 s            |
| 3e | Erik Dekker           | Pays-Bas  | Rabobank                    | + 13 s           |
| 4e | Michael Blaudzun      | Danemark  | CSC                         | + 15 s           |
| 5e | Carlos Barredo        | Espagne   | Liberty Seguros-Würth       | + 17 s           |
| 6e | Jurgen Van den Broeck | Belgique  | Discovery Channel           | + 19 s           |
| 7e | Andreas Klier         | Allemagne | T-Mobile                    | + 21 s           |
| 8e | Thomas Dekker         | Pays-Bas  | Rabobank                    | + 26 s           |
| 9e | Sergueï Ivanov        | Russie    | T-Mobile                    | + 37 s           |
| 10e | Pieter Mertens        | Belgique  | Chocolade Jacques-T-Interim | + 37 s           |

### 7eétape
La septième et dernière étape s'est déroulée le 10 août à Etten-Leur. Il s'agissait d'un contre-la-montre individuel de 26 km..
| \| Classement de l'étape \| Classement de l'étape \| Classement de l'étape \| Classement de l'étape \| Classement de l'étape \| \| Coureur \| Coureur \| Pays \| Équipe \| Temps \| \| --------------------- \| --------------------- \| --------------------- \| ------------------------------ \| --------------------- \| \| 1er \| Bobby Julich \| États-Unis \| CSC \| 31 min 14 s \| \| 2e \| Leif Hoste \| Belgique \| Discovery Channel \| + 37 s \| \| 3e \| Erik Dekker \| Pays-Bas \| Rabobank \| + 45 s \| \| 4e \| Jan Hruška \| Tchéquie \| Liberty Seguros-Würth \| + 55 s \| \| 5e \| José Iván Gutiérrez \| Espagne \| Illes Balears-Caisse d'Épargne \| + 1 min 00 s \| \| 6e \| Thomas Dekker \| Pays-Bas \| Rabobank \| + 1 min 05 s \| \| 7e \| Janez Brajkovič \| Slovénie \| Discovery Channel \| + 1 min 10 s \| \| 8e \| Bert Roesems \| Belgique \| Davitamon-Lotto \| + 1 min 15 s \| \| 9e \| Marzio Bruseghin \| Italie \| Fassa Bortolo \| + 1 min 23 s \| \| 10e \| Stijn Devolder \| Belgique \| Discovery Channel \| + 1 min 23 s \| |                     |            |                                |              |
| |                     |            |                                |              |
| |                     |            |                                |              |
| Classement de l'étape |                     |            |                                |              |
| Coureur | Coureur             | Pays       | Équipe                         | Temps        |
| 1er | Bobby Julich        | États-Unis | CSC                            | 31 min 14 s  |
| 2e | Leif Hoste          | Belgique   | Discovery Channel              | + 37 s       |
| 3e | Erik Dekker         | Pays-Bas   | Rabobank                       | + 45 s       |
| 4e | Jan Hruška          | Tchéquie   | Liberty Seguros-Würth          | + 55 s       |
| 5e | José Iván Gutiérrez | Espagne    | Illes Balears-Caisse d'Épargne | + 1 min 00 s |
| 6e | Thomas Dekker       | Pays-Bas   | Rabobank                       | + 1 min 05 s |
| 7e | Janez Brajkovič     | Slovénie   | Discovery Channel              | + 1 min 10 s |
| 8e | Bert Roesems        | Belgique   | Davitamon-Lotto                | + 1 min 15 s |
| 9e | Marzio Bruseghin    | Italie     | Fassa Bortolo                  | + 1 min 23 s |
| 10e | Stijn Devolder      | Belgique   | Discovery Channel              | + 1 min 23 s |

## Classements finals
| \| Classement général \| Classement général \| Classement général \| Classement général \| Classement général \| \| Coureur \| Coureur \| Pays \| Équipe \| Temps \| \| ------------------ \| --------------------- \| ------------------ \| --------------------- \| ------------------ \| \| 1er \| Bobby Julich \| États-Unis \| CSC \| 29 h 08 min 01 s \| \| 2e \| Erik Dekker \| Pays-Bas \| Rabobank \| + 21 s \| \| 3e \| Leif Hoste \| Belgique \| Discovery Channel \| + 41 s \| \| 4e \| Thomas Dekker \| Pays-Bas \| Rabobank \| + 54 s \| \| 5e \| Michael Blaudzun \| Danemark \| CSC \| + 1 min 07 s \| \| 6e \| Rik Verbrugghe \| Belgique \| Quick Step-Innergetic \| + 1 min 16 s \| \| 7e \| Carlos Barredo \| Espagne \| Liberty Seguros-Würth \| + 1 min 22 s \| \| 8e \| Jurgen Van den Broeck \| Belgique \| Discovery Channel \| + 1 min 28 s \| \| 9e \| Andreas Klier \| Allemagne \| T-Mobile \| DQ \| \| 10e \| Sergueï Ivanov \| Russie \| T-Mobile \| + 2 min 12 s \| |                       |            |                       |                  |
| |                       |            |                       |                  |
| |                       |            |                       |                  |
| Classement général |                       |            |                       |                  |
| Coureur | Coureur               | Pays       | Équipe                | Temps            |
| 1er | Bobby Julich          | États-Unis | CSC                   | 29 h 08 min 01 s |
| 2e | Erik Dekker           | Pays-Bas   | Rabobank              | + 21 s           |
| 3e | Leif Hoste            | Belgique   | Discovery Channel     | + 41 s           |
| 4e | Thomas Dekker         | Pays-Bas   | Rabobank              | + 54 s           |
| 5e | Michael Blaudzun      | Danemark   | CSC                   | + 1 min 07 s     |
| 6e | Rik Verbrugghe        | Belgique   | Quick Step-Innergetic | + 1 min 16 s     |
| 7e | Carlos Barredo        | Espagne    | Liberty Seguros-Würth | + 1 min 22 s     |
| 8e | Jurgen Van den Broeck | Belgique   | Discovery Channel     | + 1 min 28 s     |
| 9e | Andreas Klier         | Allemagne  | T-Mobile              | DQ               |
| 10e | Sergueï Ivanov        | Russie     | T-Mobile              | + 2 min 12 s     |

Andreas Klier est déchu de ses résultats de 2005 à la suite de ses aveux de dopage.
| Classement par points | Classement par points | Classement par points | Classement par points       | Classement par points |
| Coureur               | Coureur               | Pays                  | Équipe                      | Points                |
| --------------------- | --------------------- | --------------------- | --------------------------- | --------------------- |
| 1er                   | Allan Davis           | Australie             | Liberty Seguros-Würth       | 132 pts               |
| 2e                    | Max van Heeswijk      | Pays-Bas              | Discovery Channel           | 90 pts                |
| 3e                    | Stefan van Dijk       | Pays-Bas              | Mr Bookmaker.com-SportsTech | 69 pts                |
| 4e                    | Marco Zanotti         | Italie                | Liquigas-Bianchi            | 67 pts                |
| 5e                    | Daniele Bennati       | Italie                | Lampre-Caffita              | 66 pts                |
| 6e                    | Erik Dekker           | Pays-Bas              | Rabobank                    | 54 pts                |
| 7e                    | Simone Cadamuro       | Italie                | Domina Vacanze-De Nardi     | 52 pts                |
| 8e                    | Rik Verbrugghe        | Belgique              | Quick Step-Innergetic       | 44 pts                |
| 9e                    | Steven de Jongh       | Pays-Bas              | Rabobank                    | 41 pts                |
| 10e                   | Tom Steels            | Belgique              | Davitamon-Lotto             | 38 pts                |

| Classement par points | Classement par points | Classement par points | Classement par points       | Classement par points |
| Coureur               | Coureur               | Pays                  | Équipe                      | Points                |
| --------------------- | --------------------- | --------------------- | --------------------------- | --------------------- |
| 1er                   | Allan Davis           | Australie             | Liberty Seguros-Würth       | 132 pts               |
| 2e                    | Max van Heeswijk      | Pays-Bas              | Discovery Channel           | 90 pts                |
| 3e                    | Stefan van Dijk       | Pays-Bas              | Mr Bookmaker.com-SportsTech | 69 pts                |
| 4e                    | Marco Zanotti         | Italie                | Liquigas-Bianchi            | 67 pts                |
| 5e                    | Daniele Bennati       | Italie                | Lampre-Caffita              | 66 pts                |
| 6e                    | Erik Dekker           | Pays-Bas              | Rabobank                    | 54 pts                |
| 7e                    | Simone Cadamuro       | Italie                | Domina Vacanze-De Nardi     | 52 pts                |
| 8e                    | Rik Verbrugghe        | Belgique              | Quick Step-Innergetic       | 44 pts                |
| 9e                    | Steven de Jongh       | Pays-Bas              | Rabobank                    | 41 pts                |
| 10e                   | Tom Steels            | Belgique              | Davitamon-Lotto             | 38 pts                |

| Classement du meilleur jeune | Classement du meilleur jeune | Classement du meilleur jeune | Classement du meilleur jeune | Classement du meilleur jeune |
| Coureur                      | Coureur                      | Pays                         | Équipe                       | Temps                        |
| ---------------------------- | ---------------------------- | ---------------------------- | ---------------------------- | ---------------------------- |
| 1er                          | Thomas Dekker                | Pays-Bas                     | Rabobank                     | 29 h 08 min 55 s             |
| 2e                           | Carlos Barredo               | Espagne                      | Liberty Seguros-Würth        | + 28 s                       |
| 3e                           | Jurgen Van den Broeck        | Belgique                     | Discovery Channel            | + 34 s                       |
| 4e                           | Allan Davis                  | Australie                    | Liberty Seguros-Würth        | + 1 min 31 s                 |
| 5e                           | Nick Nuyens                  | Belgique                     | Quick Step-Innergetic        | + 2 min 20 s                 |
| 6e                           | Janez Brajkovič              | Slovénie                     | Discovery Channel            | + 2 min 23 s                 |
| 7e                           | Daniele Bennati              | Italie                       | Lampre-Caffita               | + 2 min 24 s                 |
| 8e                           | Pieter Mertens               | Belgique                     | Chocolade Jacques-T-Interim  | + 2 min 47 s                 |
| 9e                           | Jurgen Van Goolen            | Belgique                     | Quick Step-Innergetic        | + 3 min 51 s                 |
| 10e                          | Juan José Cobo               | Espagne                      | Saunier Duval-Prodir         | + 5 min 02 s                 |

| Classement du meilleur jeune | Classement du meilleur jeune | Classement du meilleur jeune | Classement du meilleur jeune | Classement du meilleur jeune |
| Coureur                      | Coureur                      | Pays                         | Équipe                       | Temps                        |
| ---------------------------- | ---------------------------- | ---------------------------- | ---------------------------- | ---------------------------- |
| 1er                          | Thomas Dekker                | Pays-Bas                     | Rabobank                     | 29 h 08 min 55 s             |
| 2e                           | Carlos Barredo               | Espagne                      | Liberty Seguros-Würth        | + 28 s                       |
| 3e                           | Jurgen Van den Broeck        | Belgique                     | Discovery Channel            | + 34 s                       |
| 4e                           | Allan Davis                  | Australie                    | Liberty Seguros-Würth        | + 1 min 31 s                 |
| 5e                           | Nick Nuyens                  | Belgique                     | Quick Step-Innergetic        | + 2 min 20 s                 |
| 6e                           | Janez Brajkovič              | Slovénie                     | Discovery Channel            | + 2 min 23 s                 |
| 7e                           | Daniele Bennati              | Italie                       | Lampre-Caffita               | + 2 min 24 s                 |
| 8e                           | Pieter Mertens               | Belgique                     | Chocolade Jacques-T-Interim  | + 2 min 47 s                 |
| 9e                           | Jurgen Van Goolen            | Belgique                     | Quick Step-Innergetic        | + 3 min 51 s                 |
| 10e                          | Juan José Cobo               | Espagne                      | Saunier Duval-Prodir         | + 5 min 02 s                 |

| Classement de la montagne | Classement de la montagne | Classement de la montagne | Classement de la montagne       | Classement de la montagne |
| Coureur                   | Coureur                   | Pays                      | Équipe                          | Points                    |
| ------------------------- | ------------------------- | ------------------------- | ------------------------------- | ------------------------- |
| 1er                       | Christian Vande Velde     | États-Unis                | CSC                             | DQ                        |
| 2e                        | Jason McCartney           | États-Unis                | Discovery Channel               | 66 pts                    |
| 3e                        | Bart Dockx                | Belgique                  | Davitamon-Lotto                 | 32 pts                    |
| 4e                        | Koos Moerenhout           | Pays-Bas                  | Davitamon-Lotto                 | 27 pts                    |
| 5e                        | Staf Scheirlinckx         | Belgique                  | Cofidis-Le Crédit par Téléphone | 27 pts                    |
| 6e                        | Sérgio Paulinho           | Portugal                  | Liberty Seguros-Würth           | 21 pts                    |
| 7e                        | Bobby Julich              | États-Unis                | CSC                             | 18 pts                    |
| 8e                        | Gorka González            | Espagne                   | Euskaltel-Euskadi               | 14 pts                    |
| 9e                        | Allan Davis               | Australie                 | Liberty Seguros-Würth           | 12 pts                    |
| 10e                       | Gert Steegmans            | Belgique                  | Davitamon-Lotto                 | 10 pts                    |

| Classement de la montagne | Classement de la montagne | Classement de la montagne | Classement de la montagne       | Classement de la montagne |
| Coureur                   | Coureur                   | Pays                      | Équipe                          | Points                    |
| ------------------------- | ------------------------- | ------------------------- | ------------------------------- | ------------------------- |
| 1er                       | Christian Vande Velde     | États-Unis                | CSC                             | DQ                        |
| 2e                        | Jason McCartney           | États-Unis                | Discovery Channel               | 66 pts                    |
| 3e                        | Bart Dockx                | Belgique                  | Davitamon-Lotto                 | 32 pts                    |
| 4e                        | Koos Moerenhout           | Pays-Bas                  | Davitamon-Lotto                 | 27 pts                    |
| 5e                        | Staf Scheirlinckx         | Belgique                  | Cofidis-Le Crédit par Téléphone | 27 pts                    |
| 6e                        | Sérgio Paulinho           | Portugal                  | Liberty Seguros-Würth           | 21 pts                    |
| 7e                        | Bobby Julich              | États-Unis                | CSC                             | 18 pts                    |
| 8e                        | Gorka González            | Espagne                   | Euskaltel-Euskadi               | 14 pts                    |
| 9e                        | Allan Davis               | Australie                 | Liberty Seguros-Würth           | 12 pts                    |
| 10e                       | Gert Steegmans            | Belgique                  | Davitamon-Lotto                 | 10 pts                    |

| Classement par équipes | Classement par équipes         | Classement par équipes | Classement par équipes |
| Équipe                 | Équipe                         | Pays                   | Temps                  |
| ---------------------- | ------------------------------ | ---------------------- | ---------------------- |
| 1re                    | Liberty Seguros-Würth          | Espagne                | 87 h 27 min 12 s       |
| 2e                     | Rabobank                       | Pays-Bas               | + 35 s                 |
| 3e                     | Discovery Channel              | États-Unis             | + 1 min 11 s           |
| 4e                     | CSC                            | Danemark               | + 2 min 29 s           |
| 5e                     | Quick Step-Innergetic          | Belgique               | + 4 min 02 s           |
| 6e                     | T-Mobile                       | Allemagne              | + 4 min 04 s           |
| 7e                     | Davitamon-Lotto                | Belgique               | + 10 min 46 s          |
| 8e                     | Euskaltel-Euskadi              | Espagne                | + 14 min 42 s          |
| 9e                     | Saunier Duval-Prodir           | Espagne                | + 14 min 52 s          |
| 10e                    | Illes Balears-Caisse d'Épargne | Espagne                | + 22 min 40 s          |

| Classement par équipes | Classement par équipes         | Classement par équipes | Classement par équipes |
| Équipe                 | Équipe                         | Pays                   | Temps                  |
| ---------------------- | ------------------------------ | ---------------------- | ---------------------- |
| 1re                    | Liberty Seguros-Würth          | Espagne                | 87 h 27 min 12 s       |
| 2e                     | Rabobank                       | Pays-Bas               | + 35 s                 |
| 3e                     | Discovery Channel              | États-Unis             | + 1 min 11 s           |
| 4e                     | CSC                            | Danemark               | + 2 min 29 s           |
| 5e                     | Quick Step-Innergetic          | Belgique               | + 4 min 02 s           |
| 6e                     | T-Mobile                       | Allemagne              | + 4 min 04 s           |
| 7e                     | Davitamon-Lotto                | Belgique               | + 10 min 46 s          |
| 8e                     | Euskaltel-Euskadi              | Espagne                | + 14 min 42 s          |
| 9e                     | Saunier Duval-Prodir           | Espagne                | + 14 min 52 s          |
| 10e                    | Illes Balears-Caisse d'Épargne | Espagne                | + 22 min 40 s          |

## Évolution des classements
| Étape              |                             | Vainqueur _       | Classement général | Classement par points | Meilleur grimpeur     | Meilleur jeune | Meilleure équipe _    |
| ------------------ | --------------------------- | ----------------- | ------------------ | --------------------- | --------------------- | -------------- | --------------------- |
| Prologue           | contre-la-montre individuel | Rik Verbrugghe    | Rik Verbrugghe     | non attribué          | non attribué          | Carlos Barredo | Discovery Channel     |
| 1re étape          | étape de plaine             | Max van Heeswijk  | Max van Heeswijk   | Max van Heeswijk      | non attribué          | Carlos Barredo | Discovery Channel     |
| 2e étape           | étape de plaine             | Simone Cadamuro   | Max van Heeswijk   | Marco Zanotti         | non attribué          | Gert Steegmans | Discovery Channel     |
| 3e étape           | étape vallonnée             | Allan Davis       | Rik Verbrugghe     | Allan Davis           | Eric Baumann          | Allan Davis    | Liberty Seguros-Würth |
| 4e étape           | étape vallonnée             | Alessandro Ballan | Rik Verbrugghe     | Allan Davis           | Eric Baumann          | Allan Davis    | Liberty Seguros-Würth |
| 5e étape           | étape vallonnée             | Max van Heeswijk  | Rik Verbrugghe     | Allan Davis           | Christian Vande Velde | Allan Davis    | Liberty Seguros-Würth |
| 6e étape           | étape de plaine             | Stefan van Dijk   | Rik Verbrugghe     | Allan Davis           | Christian Vande Velde | Allan Davis    | Liberty Seguros-Würth |
| 7e étape           | contre-la-montre individuel | Bobby Julich      | Bobby Julich       | Allan Davis           | Christian Vande Velde | Thomas Dekker  | Liberty Seguros-Würth |
| Classements finals | Classements finals          |                   | Bobby Julich       | Allan Davis           | Jason McCartney       | Thomas Dekker  | Liberty Seguros-Würth |

## Liste des participants
| Liste des participants | Liste des participants  | Liste des participants |
| --- | ----------------------- | ---------------------- |
| \| Rabobank RAB \| Rabobank RAB \| Rabobank RAB \| \| ------------ \| ----------------------- \| ------------ \| \| Num \| Coureur \| Pos \| \| 1 \| Erik Dekker (NED) \| 2e \| \| 2 \| Michael Boogerd (NED) \| 20e \| \| 3 \| Bram de Groot (NED) \| 126e \| \| 4 \| Thomas Dekker (NED) \| 4e \| \| 5 \| Steven de Jongh (NED) \| 50e \| \| 6 \| Jan Boven (NED) \| 115e \| \| 7 \| Thorwald Veneberg (NED) \| 117e \| \| 8 \| Marc Wauters (BEL) \| 39e \| |                         |                        |
| Rabobank RAB |                         |                        |
| Num | Coureur                 | Pos                    |
| 1 | Erik Dekker (NED)       | 2e                     |
| 2 | Michael Boogerd (NED)   | 20e                    |
| 3 | Bram de Groot (NED)     | 126e                   |
| 4 | Thomas Dekker (NED)     | 4e                     |
| 5 | Steven de Jongh (NED)   | 50e                    |
| 6 | Jan Boven (NED)         | 115e                   |
| 7 | Thorwald Veneberg (NED) | 117e                   |
| 8 | Marc Wauters (BEL)      | 39e                    |

| Rabobank RAB | Rabobank RAB            | Rabobank RAB |
| ------------ | ----------------------- | ------------ |
| Num          | Coureur                 | Pos          |
| 1            | Erik Dekker (NED)       | 2e           |
| 2            | Michael Boogerd (NED)   | 20e          |
| 3            | Bram de Groot (NED)     | 126e         |
| 4            | Thomas Dekker (NED)     | 4e           |
| 5            | Steven de Jongh (NED)   | 50e          |
| 6            | Jan Boven (NED)         | 115e         |
| 7            | Thorwald Veneberg (NED) | 117e         |
| 8            | Marc Wauters (BEL)      | 39e          |